# Bozsó József (színművész)
Bozsó József (Szolnok, 1966. június 21. –) magyar színész, rendező, koreográfus, tanár, kulturális menedzser.

## Életútja
Gyermekkorát Szolnokon töltötte. Itt járt zeneiskolába, majd az OSZK gitár szakára, ahol 1984-ben zenész működési engedélyt szerzett. Szolnokon végezte a Tiszaparti Gimnázium zenés szakát. Táncolt a Tisza táncegyüttesben.
Tizennyolc éves korában került Budapestre. Előbb táncos, majd koreográfus lett. Koreografált a győri, a székesfehérvári, a békéscsabai, a soproni, a tatabányai színházban éppúgy, mint a Vidám Színpadon vagy az MTV zenés műsoraiban (1984–1986). Ma is aktív koreográfus.
A Színművészeti Főiskola operett-musical szakára 1986-ban vették fel. Már ebben az évben leszerződtette a Fővárosi Operettszínház, ahol 15 évadot töltött (1986–2001). Vendégként közreműködött többek között a Madách Színház Macskák c. előadásában, Győrben, Békéscsabán, Szegeden, Miskolcon, Sopronban és Szolnokon is. Három nyári évadon át (1989–1992) szerepelt Salzburgban, a nyári ünnepi játékokon.
Öt évig (1989–1994) tanított a Színművészeti Főiskolán. Főleg mozgás és zenészmesterség órákat tartott. Egy évig az Állami Balettintézet növendékeinek oktatott színészmesterséget. (1993) Külföldi elfoglaltságai miatt abba kellett hagynia a tanítást. Többször fellépett Japánban, az Amerikai Egyesült Államokban, Kanadában, Izraelben és Európa országaiban. Vendégszerepelt még Mexikóban és Kínában is. 30 év alatt több mint 150 külföldi turnén vett részt.
2001. augusztus 1. óta „szabadúszó”. Tagja volt a József Attila Színház társulatának (2011–2014). Színésze, rendezője, művészeti vezetője, majd kulturális Menedzsere volt a Turay Ida Színháznak (2001–2015).
Alapítója és igazgatója a Magyar Zenés Színháznak, amelyet 2015 óta vezet. 
2002 júniusában kulturális menedzseri diplomát szerzett az ELTE Bölcsészettudományi Karán, Budapesten.
Jelenleg a Veszprémi Petőfi Színházban, a Békéscsabai Jókai Színházban és a Turay Ida színházban színész és rendező.
Szerződés kötötte a belgiumi Vlams Musiek Theater-hez, mint színészt és rendezőt.

## Szerepei

### Színház
- Comden-Green-Brown: Ének az esőben - Cosmo Brown
- Stewart-Herman: Hello, Dolly - Barnabás
- Kander-Ebb-Fosse: Chicago - Konferanszié
- T. S. Eliot -Andrew Lloyd Webber: Macskák - Ben Mickering
- Bock: Hegedűs a háztetőn - Fegyka
- Rodgers-Lindsay-Cruise: A muzsika hangja - Ralf Gruber
- Csemer Géza - Szakcsi Lakatos Béla: A bestia - Hamiskártyás / Dobostorta -  Rudi
- Lehár Ferenc: A mosoly országa - Feri / A Víg Özvegy - St. Brioche / Luxemburg grófja - Brissard
- Kálmán Imre: Csárdáskirálynő - Bóni gróf / Marica grófnő - Zsupán Kálmán; Populescu / Cirkuszhercegnő - Schlumberger Tóni / A Montmartre-i Ibolya - Író / A cigányprímás - Gaston; Fekete
- Szirmai Albert - Bakonyi: Mágnás Miska - Miska; Pixi; Mixi
- Eisemann Mihály- Szilágyi László: Zsákbamacska - Ladányi Csaba
- Kellér Dezső: A szabin nők elrablása - Szendeffy Ede
- Huszka Jenő: Mária főhadnagy - Zwickli Tóbiás / Lili bárónő - Frédike /  Bob herceg -Hopmester
- Jakobi Viktor: Sybill - Poire / Leányvásár - Jefferson
- Zerkovitz Béla - Szilágyi László: A csókos asszony - Ibolya Ede
- Ábrahám Pál: Viktória - Jancsi / Bál a Savoyban - Musztafa bej
- Jacques Offenbach: Szép Heléna - Demetrius
- Franz von Suppé: Boccaccio - Tofano
- Nyirő József: A Jézusfaragó ember - Káruly
- Reginald Rose: Tizenkét dühös ember - 2. esküdt
- Dale Wasserman: Kakukkfészek - Dale Harding; Martini
- W. S. Maugham -Nádas Gábor-Szenes Iván: Imádok férjhez menni - Frederick Lawndes
- Móricz Zsigmond: Nem élhetek muzsikaszó nélkül - Viktor, pesti jogász
- Békeffi - Kiss József - Szentirmai - Bradányi Iván: Kölcsönkért Kastély - Dr. Vass Ferenc, állatorvos
- Jacques Deval - Nádas Gábor - Szenes Iván: A Potyautas - Raul Carnois
- Bozsó József: Hol van az a nyár - Békeffi István
- Herczeg Ferenc: Kék róka - Trill báró
- Edward Knoblauch: A Faun - Lord Stonbury
- Bozsó József: Mátyás és a bolondkirály - Burkus király
- Jókai Mór: A kőszívű ember fiai - Baradlay Ödön
- Mitch Leight-Joe Darion-Dale Wasserman: La Mancha lovagja - Borbély
- Francis Veber: Balfácánt vacsorára - Just Leblanc
- Katona József: Bánk bán - Simon bán
- Paul Portner: Hajmeresztő - Tony Withcomb
- Nóti Károly - Nemlaha György: Maga lesz a férjem - Bobby
- Billy Wilder: Sugar / Van, aki forrón szereti - Spats
- Topolcsányi Laura: Szellem a spájzban - Lajos
- Noël Coward: Mézeshetek - Viktor
- ifj. Johann Strauss: A cigánybáró - Carnero / Bécsi vér - Jozef
- Sztárek Andrea: A férfiak (is) a fejükre estek - Attika / Térden állva jövök hozzád - Király úr
- S. Fitzgerald: Sztár leszel - David Ramsay
- Medveczky Balázs: Zerkovitz úr, ébresztő! - Király úr

### Film
- A gyilkosok köztünk vannak (angol)
- Hecc (magyar)

### TV
- Vedd körül őt (Tv film)
- Soltész show
- Koós János show
- Zerkovitz est
- Ábrahám est
- Mulat az operett
- Záróra után
- Gyuszi ül a fülben
- Interoperett, Újévi gálák
- Más zenés műsorok
- Zenés húsvét

## Alkotó munkái

### Koreográfiái
- Egy pohár víz (Győr)
- Szidike lakodalma (Békéscsaba)
- Fiatalság, bolondság (Vidám Színpad)
- Mona Marie mosolya (Székesfehérvár)
- Vidám Válás (Karinthy színház)
- Sybill (Tatabánya)
- Marica grófnő (Tatabánya)
- Csárdáskirálynő (Tatabánya)
- A szabin nők elrablása (Tatabánya)
- Lili bárónő (Operett színház)
- Bob herceg (Soproni Petőfi színház)
- Mária főhadnagy (József Attila színház)
- Maga lesz a férjem (Turay Ida színház)
- Van, aki forrón szereti (Turay Ida színház)
- Mézeshetek (Turay Ida színház)
- Kukac Kata kalandjai (Magyar Zenés Színház)
- A nők is a fejükre estek (Turay Ida Színház)
- Girls Swing (Turay Ida Színház)
- Zerkovitz úr, ébresztő! (Magyar Zenés Színház)
- A Magyar televízió zenés műsorai

### Rendezései
- Lehár Ferenc: A víg özvegy (Turay színház - 2005, Magyar Zenés Színház - 2016)
- Kálmán Imre: Csárdáskirálynő (Turay színház - Soproni Petőfi Színház - 2006)
- Bozsó József: Hol van az a nyár (Turay Ida színház - 2007)
- Bozsó József:Mátyás és a bolondkirály - zenés mesejáték (Soproni Petőfi Színház - 2009, Veszprémi Petőfi Színház - 2015)
- Huszka Jenő: Bob herceg (Soproni Petőfi Színház - 2009, Veszprémi Petőfi Színház - 2017)
- Kálmán Imre: Csárdásfürstin (Flamand zenés színház, Vlaams Musiek Theater - Belgium - 2011)
- Huszka Jenő: Mária főhadnagy (József Attila színház - 2011)
- Billy Wilder:Sugar (Van, aki forrón szereti) - musical (Turay Ida színház - 2012)
- "Galambos 80." - Galambos Erzsi ünneplése a József Attila Színházban. (TV-show - 2011)
- ifj. Johann Strauss: Bécsi vér (Wiener Blut - Ausztria - Eisenstadt, Ungarisches Musiktheater - 2014 november - német nyelven és Veszprémi Petőfi Színház - 2014 december)
- Bozsó József: Szögény Dankó Pista (Magyar Zenés Színház - 2015 április)
- Szirmai Albert: Mágnás Miska (Magyar Zenés Színház - 2015)
- Johann Strauss: Cigánybáró (Magyar Zenés Színház - 2016)
- Kocsák Tibor - Bozsó József: Kukac Kata kalandjai (Magyar Zenés Színház - Veszprémi Petőfi színház - 2016 - Békéscsabai Jókai Színház - 2017 - Turay Ida színház - 2019)
- Medveczky Balázs: Ecc-pecc kimehetsz (Thália Színház - 2016)
- Topolcsányi Laura: Kávéház a vén fiakerhez (Turay Ida Színház - 2017)
- Kocsák Tibor - Bozsó József: Rigócsőr királyfi (Magyar Zenés Színház - Veszprémi Petőfi színház - 2018; Békéscsabai Jókai Színház - 2020)
- Kocsák Tibor - Bozsó József: Hagymácska (Magyar Zenés Színház -  Veszprémi Petőfi Színház - 2021)
- Lehár Ferenc - Klemen Terézia: Péter és Pál Lustaországban (Békéscsabai Jókai Színház - 2025)

### Írásai
- Hol van az a nyár - 2007 (zenés játék)
- Mátyás és a bolondkirály - 2008 (mesejáték)
- Szögény Dankó Pista - 2015 (nótaszínház)
- Kukac Kata kalandjai - 2017 (mesemusical)
- Rigócsőr királyfi - 2018 (mesemusical)
- Girls-Swing (Életünk a tánc) - Joe Kelly írói néven - 2019 (musical)
- Hagymácska - 2020 (mesemusical)
- Dankó Pista regényes élete - 2021 (zenés játék)

### Dramaturgiai munkái
- Huszka Jenő: Bob herceg (2009)
- Billy Wilder: Sugar (Van, aki forrón szereti - musical - 2012)
- Nóti Károly: Maga lesz a férjem (2012)
- ifj. Johann Strauss: Bécsi vér (2014) - német és magyar nyelven

## Díjai, elismerései
- Turay Ida-vándordíj (2006)
- Gundel díj (2007)
- Arany maszk díj (2009)